# Manchester Storm
Manchester Storm je profesionální hokejový tým z Manchesteru v Anglii, který hraje nejvyšší profesionální hokejovou ligu ve Spojeném království Elite Ice Hockey League.

## Historie
Klub vznikl v roce 1995, a od roku 1996 hrával Ice Hockey Superleague až do svého zániku v roce 2002. O rok později byl nahrazen týmem Manchester Phoenix v nově vzniklé Elite Ice Hockey League. Manchester Phoenix v roce 2009 odchází z Elite Ice Hockey League, a v roce 2015 i z Manchesteru. Na základě toho dochází v Elite Ice Hockey League k obnově Manchesteru Storm.

## Úspěchy
Superleague
- 1998–99

Benson and Hedges Cup
- 1999–2000